# 卡拉泰乌德
卡拉泰乌德，是西班牙阿拉贡自治区萨拉戈萨省的一个市镇。 总面积154平方公里，总人口18019人（2001年），人口密度117人/平方公里。